# کنگره اتحادیه‌های صنفی
کنگره اتحادیه معاملات (انگلیسی: Trades Union Congress) یک سندیکای مرکزی در انگلستان است.
در اکتبر سال ۲۰۱۶، این کنگره جایزهٔ «بهترین کمپین خدمات عمومی» را برد.